# (29869) Chiarabarbara
(29869) Chiarabarbara est un astéroïde de la ceinture principale.

## Description
(29869) Chiarabarbara est un astéroïde de la ceinture principale. Il fut découvert le 4 avril 1999 à San Marcello Pistoiese par Andrea Boattini et Germano D'Abramo. Il présente une orbite caractérisée par un demi-grand axe de 3,08 UA, une excentricité de 0,04 et une inclinaison de 15,6° par rapport à l'écliptique.

## Compléments